# Korzikai Köztársaság
A Korzikai Köztársaság 1755 és 1769 között létezett, más országok által el nem ismert államalakulat volt Korzika szigetén. Itt alkották meg az első modern alkotmányt, amely később alapjául szolgált az amerikai, lengyel és francia alkotmánynak. A szigetet Franciaország hódította meg 1769-ben.

## Létrehozása
Egy sikeres forradalom után 1755. november 1-jén Pasquale Paoli kikiáltotta a független korzikai államot. Ezután radikálisan átalakították a közigazgatást és a katonai szerkezetet. Emellett 1757-ben megalapították a Corte-i Egyetemet és a Szent Dévote után elnevezett Szent-Dévota Rendet.
A korzikai kormány tagjait három évente választották, a szavazati jog pedig minden 25 év feletti férfit illetett meg. A nők eredetileg csak a falukban tartott szavazásokon vehettek részt, ami egy régi hagyományon alapult, de később kiterjesztették az országos választásokra is.
A köztársaság érméit Muratóban verték 1761-ben, előlapján Korzika nemzeti jelképével, a mór fejjel.
A köztársaság függetlenségét olyan filozófusok támogatták, mint Jean-Jacques Rousseau, Voltaire és Mably. Az 1768-ban kiadott Korzikai Beszámoló tette igazán híressé a szigetet és Paolit. A köztársaságot egyedül a tuniszi bég ismerte el.

## Francia invázió
1767-ben Korzika elfoglalta Capraia szigetét a genovaiaktól, akik egy évvel később a versailles-i szerződés keretében eladták a sziget tulajdonjogát Franciaországnak. 
A franciák ugyanabban az évben támadást indítottak Korzika ellen, de Paoli csapatai sikeresen vissza tudták verni az első rohamot. 1769-ben a Ponte Novu menti csatában a genovaiakkal megerősített francia seregek legyőzték Paoli csapatait, aki Nagy-Britanniába menekült. 1770-ben Korzika Franciaország egyik megyéjévé vált.

## Utóélete

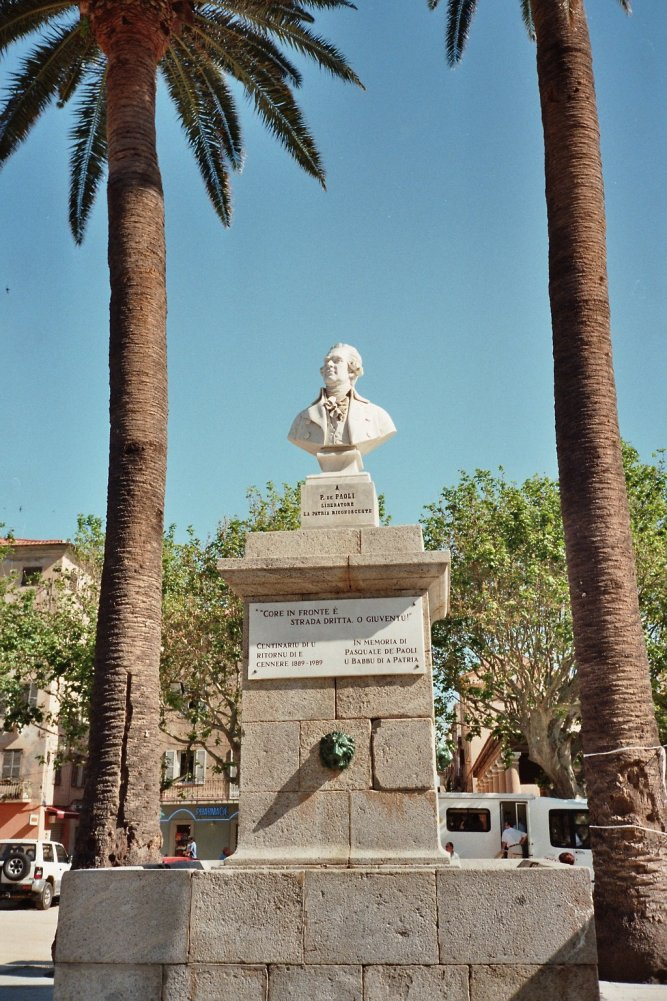
Pasquale Paoli emlékműve L’Île-Rousse-ben

Korzika francia elfoglalása negatívan hatott a brit gazdaságra, mivel ekkor Korzika és Nagy-Britannia kereskedelmi szerződést kötött a Földközi-tenger brit felségterületének növelése céljából. Számos korzikai harcolt a britek oldalán az amerikai függetlenségi háborúban Gibraltár ostromakor, 1782-ben.
Korzika legközelebb az Angol-Korzikai Királyság idején függetlenedett 1794–96 között. Ugyanakkor a britek is erősíteni próbálták kereskedelmi fölényüket.

## Fordítás
Ez a szócikk részben vagy egészben  a   Corsican Republic című angol Wikipédia-szócikk ezen változatának fordításán alapul.  Az eredeti cikk szerkesztőit annak laptörténete sorolja fel. Ez a jelzés csupán a megfogalmazás eredetét és a szerzői jogokat jelzi, nem szolgál a cikkben szereplő információk forrásmegjelöléseként.